# Iris. Vierteljahresschrift für Frauenzimmer
Iris. Vierteljahresschrift für Frauenzimmer war eine speziell an Frauen gerichtete literarische Zeitschrift, die von 1774 bis 1778 erschien. Herausgeber war Johann Georg Jacobi, neben ihm fungierte Wilhelm Heinse von 1774 bis 1776 als Mitherausgeber. 
In den ersten Jahren wurde das Blatt im Selbstverlag in Düsseldorf publiziert, ab dem fünften Band erschien es schließlich in Berlin bei Haude und Spener. Mit einer Auflage von 800 bis 1000 Exemplaren war die Iris zu ihrer Zeit eine der bekanntesten Zeitschriften ihrer Art in Deutschland – zahlreiche bekannte Autoren veröffentlichten dort Beiträge.
Finanzielle Schwierigkeiten und daraus resultierende Differenzen mit dem Berliner Verleger bewirkten schließlich eine Verzögerung des Drucks, so dass das letzte – noch auf 1776 datierte – Heft erst im Jahre 1778 erschien und die Iris schließlich eingestellt wurde.

## Mitwirkende
Anstoß zur Gründung der Iris gab Johann Georg Jacobi, der vor allem finanzielle Motive mit der Publikation verband. Er wurde Hauptherausgeber. Für die geschäftlichen und verwaltungstechnischen Aufgaben war jedoch Wilhelm Heinse zuständig: Unter anderem führte er die Korrespondenz und sorgte für die Versendung der Exemplare. Beide schrieben allerdings auch Beiträge für die Zeitschrift, vor allem für die ersten Bände.
Mit der Zeit beteiligten sich weitere bekannte Persönlichkeiten mit eigenen Texten. Beispielsweise veröffentlichte Sophie von La Roche ab dem zweiten Band regelmäßig die Fortsetzungsfolge Freundschaftliche Frauenzimmerbriefe. Sie blieb nicht die einzige Autorin: Anna Louisa Karsch, deren Tochter Caroline Louise von Klencke oder auch Caroline Rudolphi steuerten vor allem Gedichte bei.
Auch anfängliche Gegner und Skeptiker konnten schließlich für die Zeitschrift gewonnen werden, wie zum Beispiel Johann Wilhelm Ludwig Gleim oder Johann Wolfgang von Goethe. Dieser hatte zunächst die rein finanziellen Motive zur Gründung der Iris scharf kritisiert, später veröffentlichte er jedoch eine erste Fassung des Singspiels Erwin und Elmire und einige Gedichte in der Iris.
Allerdings sind nicht alle Autoren zweifelsfrei identifizierbar, denn ein Großteil der Texte ist nur mit Initialen unterzeichnet – in einigen Fällen fehlt eine Unterzeichnung gänzlich. Zum Beispiel unterschrieben Caroline Luise von Klencke mit „Caroline von **“ und Goethe mit „P.“, „D.Z.“, „N.“ oder überhaupt nicht. Daher ist unklar, ob neben den bisher bekannten Personen weitere Verfasser Beiträge zur Iris lieferten.

## Inhalt

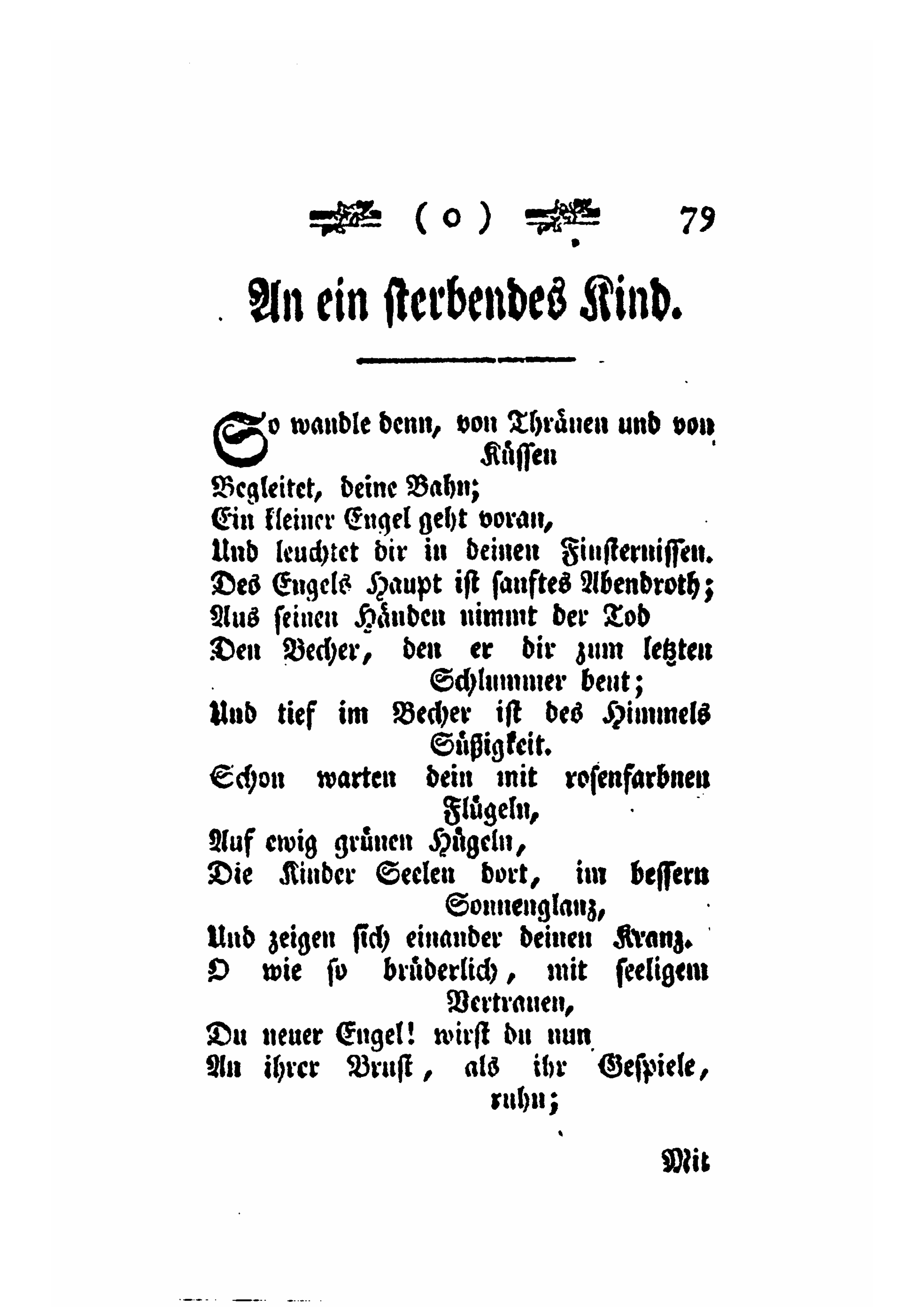
Johann Georg Jacobi: An ein sterbendes Kind (S. 79 aus Band 1, 1774)

Der Titel der Zeitschrift spielte in erster Linie auf die griechische Göttin Iris an, die als Personifikation des Regenbogens gilt. Jacobi verwies damit auf die breit gefächerte Zielgruppe, die er anstrebte: So sollten im Idealfall Frauen jeglicher Gesellschaftsschicht und jeden Alters seine Zeitschrift lesen. Daher umfasst der Inhalt der Zeitschrift ein breites Spektrum an Themen.
Zum einen verlagerte sich der Schwerpunkt des Blatts im Laufe der Zeit von Anakreontik und Empfindsamkeit bis hin zu späteren Texten anderer Stilrichtung, die beispielsweise Elemente des Sturm und Drangs enthielten. Zum anderen finden sich neben den literarischen Beiträgen auch Sachartikel. Einige von ihnen befassen sich beispielsweise mit Literatur und beinhalten Leseempfehlungen oder sind literaturtheoretische Artikel. Des Weiteren wurden einige Aufsätze auch dazu genutzt, die Leserinnen über ideale Normen, Verhaltensweisen und Tugenden aufzuklären, denen sie nach Ansicht der Autoren zu entsprechen hatten – hierzu gehören vor allem Artikel über Reinlichkeit, Ordnung oder Empfindsamkeit.
Ungewöhnlich für eine an Frauen adressierte Zeitschrift jener Zeit waren die politischen Artikel von Heinse, der neuere politische Geschehnisse in ausgewählten europäischen Staaten erläuterte und die Weltgeschichte für das Frauenzimmer von Johann Georg Schlosser. Letztere war ein Novum unter Frauenzeitschriften und sollte die Geschichte von den Anfängen bis zur Gegenwart behandeln – ein Vorhaben, das mit der Einstellung der Iris abgebrochen werden musste, so dass lediglich die assyrische und persische Geschichte thematisiert wurde.